# Marie-Chantal Croft
Pour les articles homonymes, voir Croft.
Marie-Chantal Croft est une architecte canadienne.
Elle a fondé la firme Croft Pelletier architectes avec Eric Pelletier en 1995. La firme fut récipiendaire du prix Ronald J Thom par le Conseil des arts de Canada en 1999. En 2001 de la Médaille Raymond-Blais. Croft Pelletier architectes a remporté plusieurs concours d'architecture au Québec ainsi que plusieurs prix et nominations. Croft Pelletier architectes était considérée comme l'une des firmes les plus prometteuses au Canada. Leurs réalisations les plus marquantes sont : la Grande Bibliothèque du Québec à Montréal, la bibliothèque de Charlesbourg, le musée de la Gaspésie, tous lauréats de concours provinciaux ou internationaux.
En 2009, Marie-Chantal Croft s’est associée à Coarchitecture (anciennement Hudon Julien. Elle y a conçu entre autres le théâtre du Diamant (avec In Situ et Jacques Plante) lauréat d’un concours d’architecture et de plusieurs reconnaissances, l’hôtel la Ferme de Baie-Saint-Paul (avec STGM et Lemay Michaud), la bibliothèque du CÉGEP Garneau. Elle est enseignante à l'Université Laval à Québec. Elle siège à la Commission d’urbanisme et de conservation de la ville de Québec.
Depuis 2020, elle s’est jointe à l’équipe d’Écobatiment, une organisation sans but lucratif et participe à des projets visant la valorisation des bâtiments existants et de patrimoine québécois avec l’angle environnemental, ainsi qu’à des projets visant l’intégration des personnes vulnérables.